# Nedinoschiza tumidula
Nedinoschiza tumidula är en stekelart som beskrevs av Papp 1998. Nedinoschiza tumidula ingår i släktet Nedinoschiza och familjen bracksteklar. Inga underarter finns listade i Catalogue of Life.